# Nova Bassano
Nova Bassano est une commune et à la fois une ville de l'État de Rio Grande do Sul, au sud du Brésil.

## Histoire
Nova Bassano fut créée par des immigrants italiens, dont les premiers arrivèrent vers 1890. Parmi eux se trouvait le père Pedro Antônio Colbachini, qui est considéré, avec ses compagnons, comme le fondateur de la ville. À cette époque, la localité s'appelait "Bassano", en mémoire de la terre natale des immigrants, à savoir l'actuelle Bassano del Grappa, province de Vicenza, au nord de l'Italie,.
Après avoir pendant longtemps appartenu administrativement à d'autres communes, Nova Bassano devint une commune à part entière en 1964. Dans le cadre d'une réforme, la commune de Nova Prata fut scindée et trois de ses districts, Nova Bassano, Nova Araçá et Paraí furent élevés au niveau de commune.

## Géographie
Nova Bassano se situe à une latitude de 28° 43′ 25″ sud et à une longitude de 51° 42′ 17″ ouest, et son altitude moyenne est de 563 mètres.
Selon les données de l'Institut brésilien de géographie et de statistiques (IBGE) sa population était estimée en 2009 à 9249 habitants. Située à l'est de la rivière Rio Carreiro, elle occupe une superficie de 211,612 km2.

## Économie
Nova Bassano jouit d'un Indice de développement humain de 0.844 (en 2000), ce qui la place au 39e rang sur plus de 3500 communes du Brésil, et la pauvreté y est pratiquement absente. Sa forte économie se distingue par sa diversité et couvre les principaux secteurs, tels l'agriculture et l'élevage, l'industrie métallurgique, l'industrie agro-alimentaire, et le commerce. C'est surtout l'industrie métallurgique qui contribue à l'économie locale grâce à la présence de plusieurs grandes entreprises.

## Tourisme et attractions
Nova Bassano ne manque pas d'attractions, étant située dans la Serra Gaúcha et sur les rives du Rio Carreiro. Les principaux sites à visiter sont, :
- les cascades de Boa Fé, qui regorgent d'une biodiversité luxuriante dont cent espèces d'arbres locales
- le musée public communal, avec sa collection historique
- l'église Matriz Sagrado Coração de Jesus, dans laquelle fut célébrée la première messe de la région à Noël 1895. Elle se distingue par son clocher de 30 mètres de haut avec une horloge installée en 1938
- la chapelle et la croix du mont Paréu (mont Caravágio), qui culmine sur toute la région
- une route du vin qui serpente à travers la Serra Gaúcha[9]
- la place Padre Colbachini
- le Rio Carreiro avec son Balneário

## Religion
La majorité de la population appartient à l'église catholique romaine. Le saint patron de la ville est le Sacré-Cœur de Jésus (Sagrado Coração de Jesus).

## Transports et communications
Les principales routes d'accès à Nova Bassano sont la RS 324 et la BR/RS 470.
Les principaux aéroports desservant la ville sont ceux de Caxias do Sul (aéroport Campo dos Bugres), à 73 km, et de Passo Fundo, à 81 km.

## Climat
Le climat de Nova Bassano est de type subtropical humide (Cfa), avec une température annuelle moyenne de 18 °C, variant entre 5 et 35 °C, et des précipitations annuelles moyennes de 1650 mm.

## Politique
Les premières élections municipales eurent lieu le 10 janvier 1965. Depuis, la population de Nova Bassano a élu les préfets suivants :
| Mandat    | Préfets                        | Parti |
| --------- | ------------------------------ | ----- |
| 1965-1968 | Felisberto Antônio Dalla Costa | PMDB  |
| 1969-1972 | Innocente Ângelo Biotto        | PDS   |
| 1973-1976 | Elio Luiz José Boscato         | PMDB  |
| 1977-1982 | Tranquillo Zanetti             | PDS   |
| 1983-1988 | Felisberto Antônio Dalla Costa | PMDB  |
| 1993-1996 | Agenor José Luis Cestonaro     | PDT   |
| 2000-2004 | Nelso Antônio Dall'Agnol       | PMDB  |
| 2005-2008 | Nelson José Dall'Igna          | PP    |
| 2009-2012 | Darcilo Luiz Pauletto          | PMDB  |
| 2013- ... |                                |       |

## Personnes célèbres
- Dom Laurindo Guizzardi, évêque et auteur d'un livre sur l'histoire de Nova Bassano
- Père Pedro Antônio Colbachini, fondateur de la ville, membre de la congrégation de Scalabrini, originaire de Bassano del Grappa, il décéda le 30 janvier 1901.